# NGC 2855
NGC 2855 је лентикуларна галаксија у сазвежђу Хидра која се налази на NGC листи објеката дубоког неба.
Деклинација објекта је - 11° 54' 37" а ректасцензија 9h 21m 27,5s. Привидна величина (магнитуда) објекта NGC 2855 износи 11,7 а фотографска магнитуда 12,6. Налази се на удаљености од 26,3000 милиона парсека од Сунца. NGC 2855 је још познат и под ознакама MCG -2-24-15, UGCA 161, IRAS 09190-1141, PGC 26483.